# Ostani z menoj
Ostani z menoj (špansko A que no me dejas) je mehiška telenovela, posneta med letoma 2015 in 2016 za produkcijsko hišo Televisa. Zasnovana je po zgodbi Amor en silencio.
Telenovela ima dve sezoni, vsaka od njiju ima 71. delov. Prva sezona je postavljena v letu 1998, druga pa v sedanjost.

## Zgodba
Paulina in Adrian sta zaljubljena in svojo ljubezen želita okronati s poroko. Kljub temu, da njen oče Gonzalo Murat, ki je premožen hotelir in poslovnež, nasprotuje njenemu izbrancu. Njuni zvezi pa nasprotuje tudi Adrianova sestra Julieta, ki Gonzala krivi za očetovo smrt in zato posledično sovraži tudi bratovo izvoljenko. Na poti do njune sreče pa jima bo stala tudi Paulinina sestra Nuria, ki je že vse življenje ljubosumna na Paulino. Iz študija v tujini se vrne Camilo, ki se zaljubi v Paulino. Ljubi jo tako močno, da jo brani pred vsemi sovražniki in je za njeno srečo pripravljen sprejeti tudi njen zakon z Adrianom.

## Igralci
- Camila Sodi - Paulina Murat Urrutia/Valentina Olmedo Murat
- Osvaldo Benavides - Adrián Olmedo Rodríguez
- Ignacio Casano - Mauricio "Mau" Fonseca Murat
- Leticia Calderón - Inés Urrutia de Murat
- Arturo Peniche - Gonzalo Murat Cervantes
- Erika Buenfil - Angélica Medina
- César Évora - Osvaldo Terán
- Alfredo Adame - Alfonso Fonseca Cortés
- Cecilia Gabriela - Raquel Herrera de Fonseca
- Alejandra Barros - Julieta Olmedo Rodríguez de Córdova
- Laura Carmine - Nuria Murat Urrutia
- Lisset - Mónica Greepe Villar
- Alfonso Dosal - Camilo Fonseca Herrera
- Salvador Zerboni - Leonel Madrigal

## Zanimivosti
- Svetovna premiera se je zgodila 27. junija 2015 v Mehiki.
- Arthuro Peniche in Erika Buenfil, ki sta v izvirniku igrala par sta ponovno tukaj soigralca
- Leticia Calderon je med snemanjem telenovele nesrečno padla in si poškodovala roko ter zlomila tri kočnike. Ker ni mogla žvečiti je v enem mesecu izgubila 10 kilogramov.
- Prvo glavno vlogo v telenoveli je dobil tudi Osvaldo Benavidesa, ki je upodobil Adriána v 1. sezoni.
- Telenovela se je na POP TV začela predvajati 31. avgusta 2016.